# Lipayran
 (juillet 2015).
Lipayran est une petite île dans le groupe Don, au sud ouest de l'Île Bantayan, située dans la mer de Visayan, dans les Philippines.